# World of Warcraft: Warlords of Draenor
World of Warcraft: Warlords of Draenor is de vijfde uitbreiding op het massively multiplayer online role-playing game (MMORPG) World of Warcraft. Het was aangekondigd op 8 november 2013 door Chris Metzen op BlizzCon 2013. Op 14 augustus 2014 kondigde Blizzard Entertainment in Los Angeles de releasedatum van 13 november 2014 aan.
In deze uitbreiding kunnen spelers hun personage opnieuw verbeteren naar het maximum level 100. Warlords of Draenor introduceert een nieuwe wereld, namelijk Draenor. Er zijn talloze nieuwe schepsels bij gekomen. Ook is de interface geheel opnieuw ontworpen om het spel aantrekkelijker te maken.

## Verhaal
Terwijl de voorgaande uitbreidingen steeds betrekking hadden op opeenvolgende periodes, heeft deze uitbreiding een andere insteek. 25.000 jaar geleden was er de titaan genaamd Sargeras ("Lord of the Burning Legion", "Lord of the Universe") die samen met de andere titanen moesten zorgen voor orde in het universum, stabiliteit bij de planeten en een veilige toekomst. Hij werd waanzinnig en kon er niet tegen hoeveel er tegen de titanen gestreden werd, waarop hij de titanen verraden heeft en The Burning Legion opgericht heeft, door alle gevangenen waar de titanen tegen vochten vrij te laten, mits ze trouw aan Sargeras waren. Hij wilde meer macht en daarvoor had hij de zogenaamde Well of Eternity nodig. De High Elves in Azeroth hielden Sargeras tegen bij deze Well of Eternity, waarop ze het vernietigd hebben. Hierdoor werd het continent opgesplitst in de delen hoe Azeroth er tegenwoordig uitziet. Sargeras had drie luitenanten: Kil'jaeden, Archimonde en Velen. Velen geloofde niet in Sargeras en vluchtte met zijn Draenei naar Draenor.
Kil'jaeden was kwaad door het verraad van Velen en liet de bewoners van Draenor, Velen en zijn volk, uitmoorden. In opdracht van Kil'jaeden moest Mannoroth, een officier van Sargeras, Gul'dan overhalen de orks het bloed van Mannoroth te laten drinken. Dat deden ze en ze veranderden dankzij een Blood Curse. Op Azeroth heeft Sargeras de tovenaar Medivh onder zijn leiding. Gul'dan sprak met Medivh en liet een portaal bouwen, The Dark Portal. De orks hebben geprobeerd de Draenei uit te moorden en gingen via The Dark Portal Azeroth binnen. Deze oorlogen hebben jaren geduurd tot uiteindelijk de ork Thrall leider werd en Orgrimmar het thuisland werd van de orks in Azeroth. Arthas, zoon van de koning van Lordaeron werd door Ner'zhul, de leider van Gul'dan en dienaar van Sargeras, naar Northrend geroepen en werd de nieuwe Lich King. Arthas werd verslagen en Deathwing was volledig hersteld na de oude oorlogen en was klaar heel Azeroth te vernietigen en probeerde ook contact te leggen met Sargeras, wat nooit is gelukt. Thrall heeft Garrosh Hellscream tot leider van de Horde benoemd, aangezien zijn vader, Grom Hellscream, ook leider was. Deathwing wordt verslagen maar er brak oorlog uit tussen de Horde en Alliance. Tijdens een scheepsgevecht kwamen ze op een onbekend eiland dat Pandaria heette. In de tussentijd was Garrosh klaar de orks een betere toekomst te geven zoals zijn vader Grom dat ooit wilde. Hij liet in Pandaria de Sha weer aanwakkeren en liet het aan zijn kant vechten. Maar Garrosh werd verslagen.
Garrosh Hellscream werd na zijn nederlaag terechtgesteld. De rechtszaak vond plaats in de Tempel van Xuen. Tijdens de rechtszaak zijn Chromie en Kairoz aanwezig. Zij zullen met een nieuwe uitvinding visioenen van het verleden kunnen laten zien die handig kunnen zijn voor de rechtszaak. Alles verloopt goed, maar de rechtszaak krijgt een andere wending. Op het einde van de rechtszaak mag Garrosh nog iets zeggen. Hij heeft echter geen spijt en zou nog duizenden doden zolang de orks een goede toekomst hebben. Terwijl Garrosh praat laat Kairoz opzettelijk de nieuwe uitvinding vallen. Waanbeelden vullen de zaal. Het zijn beelden van de wereldleiders die anderen aanvallen. Tijdens de chaos ontsnapt Garrosh samen met Kairoz in het verleden. Het blijkt dat Zaela, de leider van de Dragonmaw, die de aanval op Orgrimmar overleefd heeft, een plan gemaakt heeft om haar Warchief te bevrijden.
In Warlords of Draenor gaat Garrosh Hellscream 35 jaar terug in de tijd. Gul'dan liet Grom Hellscream het bloed van Mannoroth drinken, maar Garrosh veranderde het verleden en zei het niet te doen, waardoor Grom Hellscream het bloed niet drinkt. Garrosh liet Mannoroth vervolgens bekogelen met katapulten en een strijd barst los, waardoor Mannoroth uiteindelijk het onderspit delft. Gul'dan kijkt Garrosh aan, en bevestigt dat dit inderdaad niet voorbestemd was voor de orks, waarna Garrosh zegt dat de tijden zullen veranderen. Uit dankbaarheid voor zijn hulp sluiten de verschillende clans van de orks zich aan bij Garrosh, waarmee ze zich verenigen onder zijn leiderschap en de naam Iron Horde aannemen. Dit bondgenootschap, samen met de technologie en strategie uit de tijd van Garrosh, maakt de Iron Horde sterker en gevaarlijker dan voorheen. Garrosh geeft de opdracht om The Dark Portal te bouwen, zodat ze de geschiedenis kunnen veranderen en Azeroth alsnog kunnen overnemen, waardoor de orks zouden heersen over de planeet.

### Draenor

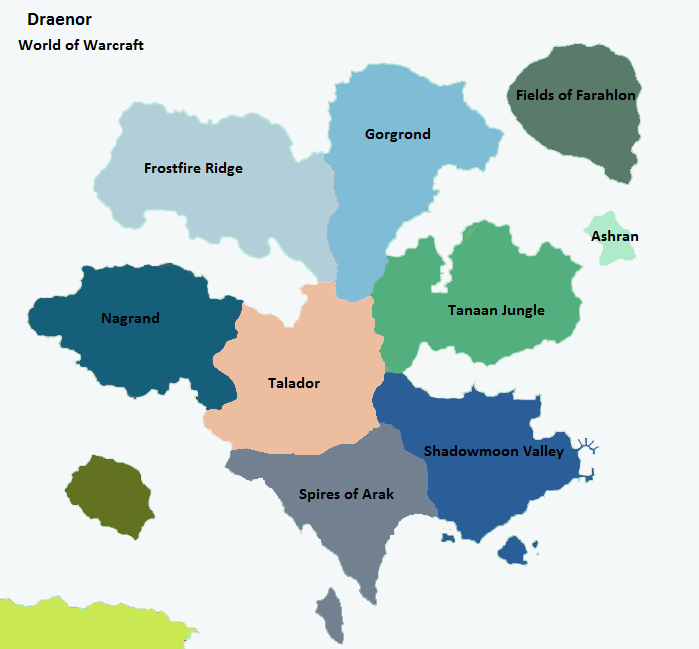
Draenor in world of warcraft

De wereld Draenor heeft ongeveer dezelfde omvang en grootte als Outland. Draenor is een wereld met zeeën en land in tegenstelling tot Outland, waarvan het continent dat op Draenor ligt rondzweeft in het universum. Het bevat gelijkaardige zones als in de eerste uitbreiding van World of Warcraft, namelijk The Burning Crusade. Draenor bevat de volgende nieuwe landen: Frostfire Ridge, Gorgrond, Tanaan Jungle, Spires of Arak en Talador. Shadowmoon Valley en Nagrand zijn de twee enige bekende landen uit Outland die nog ongeveer hetzelfde landschap hebben. Frostfire Ridge en Shadowmoon Valley zijn de eerste zones die men betreedt. In het zuidwesten van Draenor is er een groot onbekend land met twee vijvers. De Fields of Farahlon is een land ten noordoosten van het continent in is de plek waar de Orc Ner'zhul zijn vele portalen heeft geplaatst waardoor de planeet in stukken brak en hedendaags de Netherstorm genoemd wordt.

### Schepsels en vijanden
Warlords of Draenor brengt heel wat nieuwe schepsels en vijanden mee. Veel wezens zijn uitgestorven op de planeet na de vernietiging veroorzaakt door Ner'zhul. Er zijn ongeveer 25 nieuwe wezens in het spel, maar de meest voorkomende zijn:
- Ogres: Deze ogers zijn anders dan de ogers van Azeroth en Outland; ze zijn sterker, groter en agressiever dan de gewone ogers. Het uiterlijk van dit schepsel heeft een het gezicht en de tanden van een Orc met een scherp uitsteeksel op de hoofd. Het lichaam ziet eruit als die van een Ogre, alleen is deze veel breder en lopen Ogres ingezakt.
- Ogron: De Ogron is een sterk en groot ras, die ooit op Draenor leefde, en behoort tot de familie van de ogers. Deze wezens stierven uit na de vernietiging van Draenor en vormde de eerste originele Horde. Ze hebben een donkere huidskleur en zien eruit als een Ogre uit Azeroth. Ze hebben 1 oog en 4 scherpe uitsteeksel bij de schouders. Ogrons zijn niet slim en kunnen moeilijk luisteren naar bevelen, maar zijn erg gevaarlijk.
  - Gronn: Een Gronn is al gezien in Outland en is gecreëerd door de ogers.
- Saberon: De Saberon is een kat-achtige worgen. Ze zijn ongeveer 4-5 meter groot en hebben twee grote klauwen.

### Facties van Draenor

#### Nieuwe facties
- Vol'jin's Spear: Een factie voor de Horde in Warspear, Ashran. Ze hebben hetzelfde doel als "Wrynn's Vanguard", een factie voor de Alliance.
- Wrynn's Vanguard: Een factie voor de Alliance in Warspear, Ashran. Ze hebben hetzelfde doel als "Vol'jin's Spear", een factie voor de Horde.
- Arakkoa Outcasts: Een factie voor iedereen in Veil Terokk, Spires of Arak. Ze zoeken naar een manier voor een betere toekomst zonder oorlog. Ze hebben de vloek van sethe en hopen dat hun oude koning van Terok, Anzu, zal terugkeren om de vloek te laten verdwijnen.
- Council of Exarchs: Een factie voor de Alliance in Shadowmoon Valley. De raad staat ook bekend als "The Hand of the Prophet", en zijn de leiders over de maatschappij van de Dranei. De raad is bevriend met de Alliance maar ze zijn geen leden hiervan.
- Frostwolf Orcs: Een factie voor de Horde in Bladespire Fortress, Frostfire Ridge. Deze clan is klein en sterk. Ze hebben en erg goede relatie me wolven waardoor ze ook met deze beesten reizen. Elk seizoen trekken ze naar Nagrand.
- Laughing Skull orcs: Een factie voor de Horde in Gorgrond. Ze zijn wild, maar hebben onderling een hechte band. Ze kregen een aanbod om de Iron Horde te betreden, maar sloegen dit af. De Iron Horde probeert deze clan te vernietigen, maar de Laughing Skull orcs zijn bevriend geraakt met de Frostwolf Orcs en de Horde.
- Sha'tari Defense: Een factie voor de Alliance in Auchindoun, Terokkar Forest. Ze proberen hun hoofdstad te heroveren, wat echter keer op keer mislukt.
- Steamwheedle Preservation Society: Een factie voor iedereen in Nagrand. Het is een factie gericht op archeologie die op zoek is naar oude relikwieën van Ogres uit Nagrand.

## Ontwikkeling
Tijdens de ontwikkeling van Warlords of Draenor zette het ontwikkelingsteam het bestandsformaat MPQ, dat werd gebruikt voor alle voorgaande spellen, om naar een nieuw bestandsformaat, namelijk CASC. Het spel bevat ook nieuwe en geüpdatete personagemodellen waarbij de bouw en textuur is verbeterd; de ontwikkelaars zeiden dat ze de originele bouw van de personages willen behouden maar de kwaliteit verbeteren zoals Pandaren in Mists of Pandaria Ook de prestaties van het spel zijn veranderd voor de uitbreiding en de ontwikkelaars kondigen aan dat, alhoewel het spel grafisch beter wordt, er geen problemen zullen voorkomen waarbij prestaties (FPS) dalen.
In april 2014 kwam Warlords of Draenor uit in de alfa-testfase. In juni 2014 kwam de bèta-testfase waardoor het spel kon worden getest voordat het spel werd verkocht. Spelers die het spel op voorhand aankopen krijgen een gratis mogelijkheid om een van hun personages naar level 90 te krijgen. Ook kan de speler dit ook kopen voor 45 euro. Het aanbod heeft een hoge prijs zodat de ervaring van het levelen van een karakter niet weg gaat en nog steeds wordt toegepast.
Vanaf deze uitbreiding wil Blizzard om het jaar een nieuwe uitbreiding uitbrengen.

### Problemen
Op 13 november 2014, toen Warlords of Draenor online kwam, hadden spelers moeilijkheden om op hun account in te loggen door de lange wachtrijen en problemen met de verbinding. Blizzard liet weten dat er DDoS-aanvallen waren en er bovendien nog veel spelers online waren over verschillende landen van Azeroth en Draenor.